# Karl Adolphs
Karl Adolphs (né le 9 novembre 1904 à Solingen, mort le 24 décembre 1989 à Leipzig) est un homme politique et résistant allemand.

## Biographie
Adolphs grandit à Solingen dans une famille ouvrière. Il suit une formation de polisseur de nickel. En 1918, il rejoint la SAJ (de) et un an plus tard la KJVD. En 1922, il devient membre du KPD et est cadre du parti en Rhénanie. De 1926 à 1928, Adolphs est élève de l'École internationale Lénine de Moscou. À son retour, il travaille en 1928-1929 à la section de l'organisation du Comité central du KPD. En janvier 1929, il devient instructeur à Breslau. En 1930-1931, il est secrétaire de la direction du district de Poméranie à Stettin. Il est ensuite responsable à Essen de la distribution de la littérature dans la région de la Ruhr, de novembre 1932 à mai 1933, Adolphs est secrétaire de sous-district à Bochum.
Après la prise du pouvoir des nazis, il prend part à la résistance. En septembre 1933, Adolphs devient chef du KPD illégal dans le district du Rhin moyen et, en mars 1934, il devient secrétaire de l'administration illégale du district de Hanovre-Brunswick. Le 4 février 1935, il est emprisonné à Hanovre et en juin 1936, il est condamné à 15 ans de prison par le Volksgerichtshof. De mars 1944 à avril 1945, il est détenu au camp de concentration de Buchenwald.
En 1945, il devient bourgmestre de Ballenstedt, puis bourgmestre de Bernbourg (1945-1946) et plus tard de Dessau (1946-1949). Membre du SED depuis 1946, il va à l'Académie allemande de sciences politiques et juridiques Walter Ulbricht. En 1949, il devient directeur de la Mitteldeutscher Rundfunk. D'août 1952 à février 1959, il est président du conseil du district de Leipzig et membre du bureau de la direction du district du SED. De 1959 à 1961, il est chef du département des sites culturels au conseil municipal de Leipzig et directeur du parc Clara-Zetkin. De 1961 à 1965, Adolphs est adjoint au maire de Leipzig. De 1965 à 1971, il est président de la commission de contrôle des partis de la ville de Leipzig.
De 1952 à 1968, il est président du conseil d'administration du district de Leipzig de la Société pour l'amitié germano-soviétique.